# Miharban
Miharban (1581-1640) est un écrivain du sikhisme, petit-fils du quatrième Guru, Guru Ram Das. Son oncle Guru Arjan, le cinquième Maitre du sikhisme, a été son professeur et il lui a donné le goût de la littérature et le talent d'un écrivain. La jalousie du père de Miharban, Prithi Chand a conduit à l'établissement d'une secte, regroupant les Minas, ce qui signifie : hypocrites. Miharban a pris la relève de son père à sa tête et ce jusqu'à sa mort. Cependant Miharban est plus connu pour avoir écrit une biographie de Guru Nanak dénommée Miharban Janam Sakhi ou encore Pothi Sachkhand..